# El Arco
El Arco – gmina w Hiszpanii, w prowincji Salamanka, w Kastylii i León, o powierzchni 7,1 km². W 2011 roku gmina liczyła 96 mieszkańców.